# Опсада Алезије
Битка код Алезије, односно опсада Алезије, се одиграла за време галских ратова у јесен 52. п. н. е. када је римска војска под Јулијем Цезаром опколила војску побуњених Гала под Верцингеториксом. Иако у једном тренутку суочени са чак четири пута бројчано надмоћнијим снагама, Римљани су истовремено успели поразити Верцингеторикса и галске снаге које су покушале да га деблокирају. Након битке, Верцингеторикс се предао, означивши тако крај организованог галског отпора, односно коначно освајање Галије од стране Римљана. Битка, коју је Цезар детаљно описао у својим Галским ратовима, сврстава се у најбоље примере Цезаровог ратног умећа. Имала је далекосежне последице како по Рим и Галију, тако и по историју Европе уопште.

## Опсада и битка
Алезија је била тврђава на врху брда окружена долинама река, са јаким одбрамбеним карактеристикама. Пошто би директан напад био највероватније безуспешан, Цезар се одлучио за опсаду, надајући се да ће му се Гали предати услед гладовања. Како је око 80.000 војника било стационирано у Алезији, заједно са локалном цивилном популацијом, веровао је да ово неће трајати дуго. Да би имао савршену блокаду, Цезар је наредио да се око Алезије изграде окружујуће фортификације, које се називају циркумвалације. Детаљи грађења ове конструкције су познати из Цезарових мемоара „Коментари о Галском рату“. Око 18 километара дуге и 4 метра високе зидине су саграђене за око 3 недеље. Оне су биле праћене 4 метра широким каналима постављеним ка унутра, такође око 4 метра дубока. Најближе фортификације су били напуњене водом из оближњих река. Ове фортификације су биле опремљене замкама, неколико линија канала од којих су неки били испуњени водом из оближњих река, дубоким рупама испред канала и кулама постављеним на једнаком размаку које су биле опремљене са стандардном римском артиљеријом (скорпио, који је био тешки бацач копаља са невероватном прецизношћу и дометом од око 100м).
Верцингеториксова коњица је често ометала грађење да не би дошло потпуног окруживања. Римска помоћна коњица (auxilia) је доказала своју вредност и држала их по страни. После око 2 недеље посла, део галске коњице је успео да побегне кроз незавршени део фортификације. Очекујући да ће сада против њега бити послате помоћне трупе, Цезар је наредио изградњу друге линије фортификација, контравалација, која су биле окренуте ка споља, са намером да држе његову војску између првог зида и галске помоћи. Биле су идентичне првој у дизајну, дуге 21 километар и укључивале су око 4 коњичка кампа.
За време ових дешавања на римској страни, услови живљења у Алезији су се погоршавали. Са 80.000 војника и становништвом, превише људи је било унутра и такмичило се за мало хране. Мандубији су одлучили да избаце жене и децу из тврђаве, надајући се да ће сачувати храну за борце и да ће Цезар направити отвор и пустити их напоље. Ово би такође била прилика за пробијање римских линија одбране. Али је Цезар издао наређење да се за ове цивиле не ради ништа, чиме их је оставио да умру од глади на ничијој земљи, између између зидова тврђаве и циркумвалације. Сурова судбина њиховог народа допринела је губитку морала галских снага. Верцингеторикс је покушао да одржи висок морал, али се суочио са претњом предаје неких од његових људи. Међутим, помоћне снаге су стигле у овом очајном часу, појачавајући вољу људи под опсадом да се боре.
На крају септембра, Гали, под командом Комијуса, покушали су да упадну унутра нападајући Цезарову контравалацију. Верцингеторикс је наредио истовремени напад на унутрашњу циркумвалацију. Ниједан од ових покушаја није успео и борба се завршила предвече. Следећег дана, Гали су напали под окриљем ноћи. Овог пута су имали више успеха и Цезар је био принуђен да напусти неке делове своје фортификације. Само брзи напад коњице под командом Марка Антонија и Гаја Требонија је спасао ситуацију. Унутрашњи зид је такође био нападнут, али присуство ровова, које су Верцингеториксове снаге морале да пређу, довољно их је успорило. У ово доба, позиција римске војске је такође ослабила. Такође опкољени, храну су почели да пажљиво деле и људи су били близу физичке изнемоглости.
Следећег дана, 2. октобра, Верцасивелаунус (Верцингеториксов рођак), лансирао је масовни напад са 60.000 људи, фокусиран на слабост на римској фортификацији (круг на слици) коју је Цезар покушао да сакрије, али је откривена од стране Гала. На том подручју је због природних препрека било немогуће правилно направити зид. Напад је био синхронизован са Верцингеториксовим снагама које су напале унутрашње фортификације са свих страна. Цезар је веровао у обученост и дисциплину својих људи и послао је наређење да једноставно држе линију. Он је лично јахао уздуж борбене линије и храбрио своје легионаре. Лабијенусова коњица је била послата да помогне одбрану на месту где је фортификација била угрожена. Како се притисак појачавао, Цезар је био натеран на покрене контранапад на унутрашњу офанзиву и успео је да одгурне Верцингеториксове људе. У то време, део који је држао Лабијенус био је на ивици пропасти. Цезар се одлучио за очајничке мере и узео је 13 коњичких кохорти (око 6.000 људи) да нападне око 60.000 Гала са леђа. Ово је изненадило и нападаче и браниоце. Када су видели да се њихов командант излаже таквом ризику, Лабијенусови људи су удвостручили своје напоре и натерали су нападаче на повлачење. Успаничена војска у повлачењу је била лак плен за дисциплиновану римску потеру, и ово је још један пример масакра војске у повлачењу у ратовању старог века. Гали у повлачењу су били масакрирани, и Цезар у својим Коментарима о Галском рату примећује да је само чиста исрпљеност његових људи спасла Гале од потпуног уништења.
Из Алезије, Верцингеторикс је био сведок пораза снага послатих њему у помоћ. Суочавајући се са изгладнелошћу и слабим моралом, био је приморан на предају без финалне битке. Следећег дана, галски лидер предао је своје оружје Јулију Цезару, стављајући тачку на опсаду Алезије.

## Последице
Битка код Алезије је постала задњи организовани отпор римском освајању Галије, и представља дефинитивно освајање Келта од стране Римљана. После Алезије, континентална Галија је била освојена, тако постајући римска провинција и бива подељена на мање јединице. Све до трећег века се организовани отпор неће појавити. Браниоци Алезије су заробљени, као и помоћне трупе. Они су или били продати у робље или дати као ратни плен Цезаровим легионарима, осим чланова Едуи и Арверни племена, који су ослобођени и помиловани због њихове важности Риму.
За Цезара Алезија је огроман лични успех, и војно и политички. Сенат, изманипулисан од стране Катона и Помпеја, објавио је 20 дана захвалности за победу, али су блокирали Цезару част тријумфалне параде, што је био зенит каријере једног римског генерала и велика част. Политичке тензије су се повећале, и две године касније, 50. године п. н. е. Цезар је прешао Рубикон, што је изазвало римски грађански рат (49–45 године п. н. е.), у ком је он победио. Након што је изабран за конзула, за сваку годину за време рата, и након што је постављен неколико пута за диктатора, коначно је постављен за dictator perpetuus (доживотни диктатор), од стране Сената (44. године п. н. е.). Стално повећање његове личне моћи и славе је подривало темеље Римске републике, што је довело до успостављања Римског царства.
Цезарови заповедници коњице су ишли различитим путем. Лабијенус се удружио са Оптиматама, конзервативцима у у грађанском рату, и убијен је за време битке код Мунде. Требоније, један од њему омиљених заповедника, постао је конзул, уз помоћ Цезара (45. године п. н. е.) и касније је учествовао у атентату на Цезара (44. године п. н. е.), на Мартовске Иде (15. март). Он је сам убијен годину дана касније. Антоније је наставио да подржава Цезара. Постао је Цезаров други у команди, поверена му је Италија за време Цезаровог одсуствовања. У 44. год. п. н. е. је Цезару постао конзуларни колега. Након Цезаровог убиства, Антоније је прогонио његове убице и јурио врховну моћ са Октавијаном, прво формирајући савез са њим, а потом и са Марком Лепидом, који је назван Други тријумвират. Овај савез се распао Антонијевим нападом и битком код Акцијума. Заједно са својим савезником и краљицом љубавницом Клеопатром VII, побегао је у Египат и извршио самоубиство.
Верцингеторикс је заробљен и одведен у Рим, где је наредних 5 година чекао да буде погубљен и изложен у Цезаровом тријумфу (величанствена парада у част генерала). То је била римска традиција у погледу са пораженим непријатељским лидерима. На крају параде је одведен у Тулијанум (такође познат и као Мамертински затвор) где је речено да је био задављен, мада је највероватније био погубљен у затвору.

## Бројност снага
Прецизне цифре за величину армија које су учествовале, и број жртава, тешко је сазнати. Такве цифре су одувек биле моћна пропаганда. Цезар, у свом делу Comentarii De Bello Gallico, прича о помоћним трупама Гала које су имале 250.000 људи, што је вероватно претеривање са циљем да уздигне сопствену победу. На несрећу, једини подаци су римски и вероватно измењени. Модерни историчари верују да је реалнија бројка од 80.000-100.000 људи. Једина позната чињеница је да је сваки Цезаров војник добио Гала као роба, што значи да било око 40.000 заробљеника, углавном из гарнизона под опсадом. Помоћне трупе су претрпеле тешке губитке, као и многе друге армије које су бежале пред оружјем брзе римске коњице.

## Важност
Цезарова победа над комбинованим галским снагама је довела до римске доминације над Галијом наредних 500 година. Ипак, племена која нису послала пуно војске су и након ове битке пружала отпор Цезару. Победа је такође изазвала његову свађу са римским аристократама, што је довело до његове инвазије на Италију.